# Franciszek Meninski

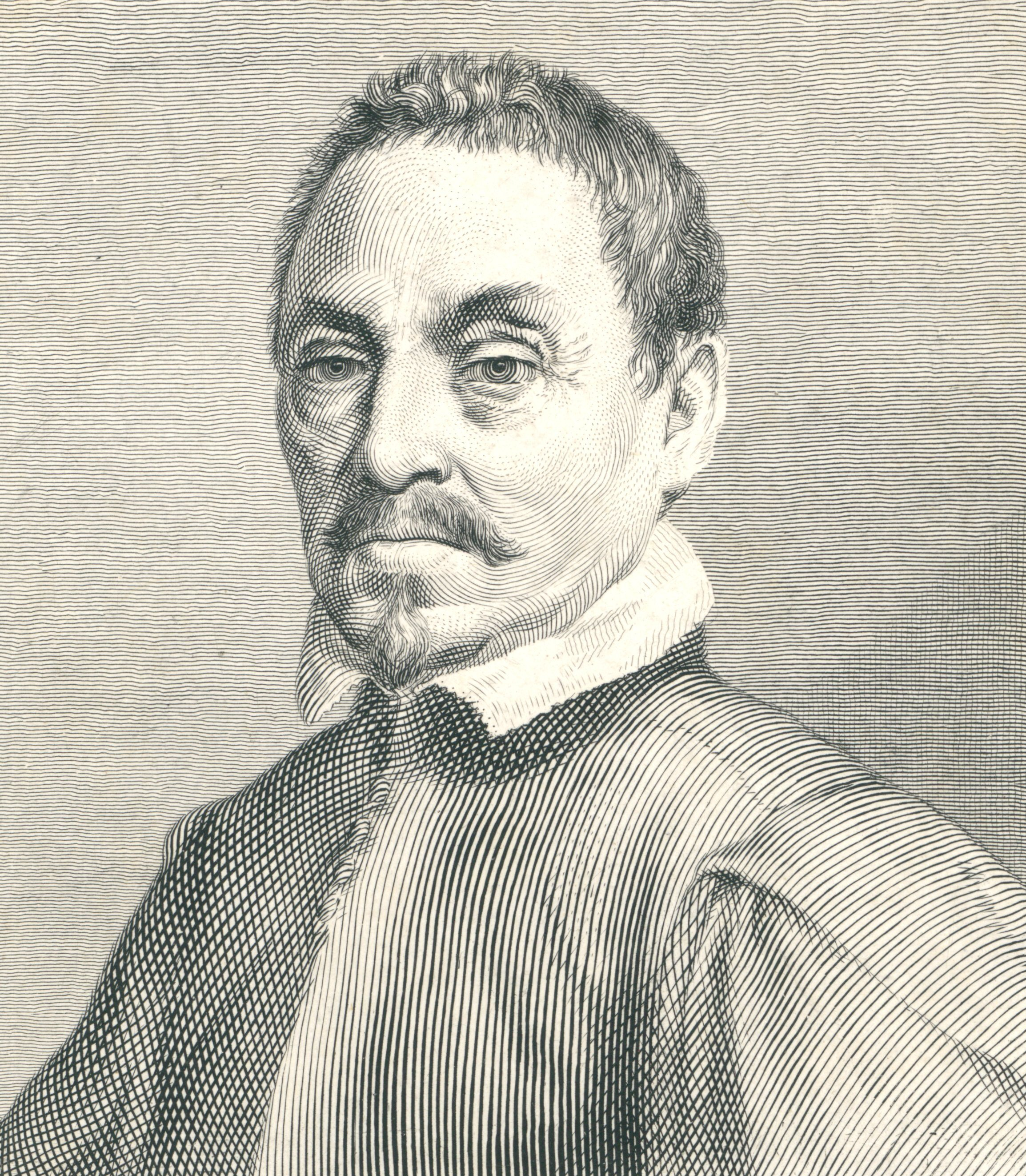
Portret Franciszka Meninskiego autorstwa Antoniego Oleszczyńskiego

Franciszek Meninski, François à Mesgnien Meninski (ur. 1623 albo 1620 w Totain, zm. 8  września 1698 w Wiedniu) – językoznawca polski pochodzenia francuskiego, znawca języków Bliskiego Wschodu, gramatyk i leksykograf.

## Życiorys i twórczość
W młodości studiował w Rzymie filozofię pod kierunkiem jezuitów. Tam też prawdopodobnie zainteresował się językami orientalnymi (pod wpływem, jak się zdaje, ojca R. P. Giattiniego SJ, który oprócz matematyki, logiki, fizyki i teologii zajmował się również językami Azji).
Do Polski przybył Meninski około roku 1647, przypuszczalnie na zaproszenie księcia Michała Kazimierza Radziwiłła. Nie jest wykluczone, że znał już wówczas podstawy języka osmańskotureckiego, choć mógł go zacząć się uczyć także dopiero w Warszawie, gdzie miał kontakt z W. Bieczyńskim, głównym tłumaczem języków wschodnich w kancelarii królewskiej.
Już w 1649 opublikował Meninski w Gdańsku trzy książki: gramatykę polską, gramatykę francuską i gramatykę włoską. O ile gramatykę polską przeznaczył dla obcokrajowców, pamiętając, jak sam bez podręczników uczył się języka polskiego „przez konwersację”, o tyle dwie pozostałe prace pisał z myślą o 7-letnim wówczas Stanisławie Herakliuszu Lubomirskim, którego preceptorem został wkrótce po przyjeździe do Polski. Obie te prace były pierwszymi gramatykami języków romańskich wydanymi w Polsce.
Publikując wszystkie te trzy gramatyki, posługiwał się jeszcze zlatynizowaną postacią swojego francuskiego nazwiska (Franciscus Mesgnien Lotharingus). W późniejszych pracach jednak do swego nazwiska francuskiego dołączył jego postać spolonizowaną (Franciscus à Mesgnien Meninski) na znak więzów łączących go z nową ojczyzną.
W końcu 1653 Meninski wyjeżdża do Stambułu z poselstwem polskim i, odłączywszy się po załatwieniu spraw oficjalnych od reszty poselstwa, zatrzymuje się tam na dwa lata dla nauki języka. Pomocą na miejscu służy mu polski poturczeniec Wojciech Bobowski, który pod imieniem Ali Bey piastuje w Stambule urząd naczelnego tłumacza rady sułtańskiej.
Rok po śmierci W. Bieczyńskiego (1655) urząd tłumacza królewskiego w Warszawie powierzono właśnie Meninskiemu. Ten jednak nie zabawił długo w Polsce i już w 1657 wyruszył ponownie do Stambułu, tym razem jako nieoficjalny agent króla Jana Kazimierza. Trzecią podróż odbył w 1659 – mając teraz stanowisko internuncjusza został przyjęty na audiencję najpierw u wielkiego wezyra (12 lutego 1660), a następnie także u sułtana (16 marca 1660) i wielkiego muftiego (17 marca 1660). Rozmowy, zakończone sukcesem dyplomatycznym, prowadził samodzielnie po turecku, obywając się zupełnie bez tłumacza.
Po powrocie do Warszawy Meninski sporządził projekt szkoły tłumaczy i dyplomatów przeznaczonych do służby w krajach Wschodu. Ponieważ jednak dwór królewski nie znalazł pieniędzy na realizację tego zamysłu, językoznawca poczuł się rozczarowany i to może było przyczyną jego wyjazdu do Wiednia (1661 albo 1662), gdzie wstąpił na służbę Habsburgów. Na Wschód jeździł Meninski jeszcze dwukrotnie: w roku 1669 (Jerozolima, Liban [?]) i w 1677 (Turcja).
Po powrocie z Jerozolimy Meninski przystąpił do porządkowania swych materiałów słownikarskich, z których po ponad 10 latach powstał Thesaurus Linguarum Orientalium Turcicae, Arabicae, Persicae (Wiedeń 1680), dzieło w 3 tomach folio, które najbardziej rozsławiło jego nazwisko. Równocześnie ze słownikiem ukazał się – jako uzupełniający go, ale całkowicie osobny – tom gramatyki osmańskotureckiej. Nieco później wydał Meninski uzupełnienia Complementum Thesauri Linguarum Orientalium... (1687), a ostatnią jego publikacją było Rescriptum (1692), kąśliwa krytyka gramatyki perskiej J. P. Podesty. Wszystkie te prace powstały przy tym na marginesie pracy zawodowej na stanowisku tłumacza.
Meninski zmarł w wieku 78 lat i pochowany jest w piwnicach klasztoru karmelitów w Leopoldstadt (dzielnicy Wiednia).

## ZnaczenieThesaurusa
Słownik Meninskiego jest najobszerniejszym słownikiem języka osmańskotureckiego. Ponieważ przy tym materiał osmański jest tam tłumaczony zwykle na 5 języków (łaciński, niemiecki, włoski, francuski i polski), stanowi on także ciekawe źródło historii leksyki tych języków – tym bardziej, że Meninski uwzględniał frazeologizmy i przysłowia. O znaczeniu jego słownika świadczy zarówno fakt, że doczekał się on przeróbek (skróceń do jednego tomu) w XVIII  i XIX wieku, jak i to, że w roku 2000, to znaczy 320 lat po ukazaniu się oryginału Thesaurusa, wznowiono jego wydanie wspólnymi siłami polsko-tureckimi (Stanisław Stachowski i Mehmet Ölmez).